# Élections législatives de 2022 dans la 14e circonscription du Nord
Les élections législatives françaises de 2022 dans la 14e circonscription du Nord se déroulent les 12 et 19 juin 2022.

## Circonscription
À la suite de l'ordonnance no 2009-935 du 29 juillet 2009, ratifiée par le Parlement français le 21 janvier 2010, elle est composée des divisions administratives suivantes : Canton de Bergues, Canton de Bourbourg, Canton de Dunkerque-Est, Canton de Gravelines, Canton d'Hondschoote et Canton de Wormhout.

## Contexte
Paul Christophe (Agir) se représente pour un second mandat face à lui Frédéric Devos (LR), son ancien député suppléant et maire de Wormhout, investi pour représenter la droite et le centre (Les Républicains, UDI, Les Centristes, Le Mouvement de la Ruralité, ex-CPNT) dans cette circonscription. Pierrette Cuvelier pour le RN, Philippine Heyman NUPES, Eric Maerten REC et 4 autres candidats.

## Résultats[2],[3]
- Député sortant : Paul Christophe (Agir)

| Candidat    | Candidat           | Parti                                | Premier tour | Premier tour | Second tour | Second tour |
| Candidat    | Candidat           | Parti                                | Voix         | %            | Voix        | %           |
| ----------- | ------------------ | ------------------------------------ | ------------ | ------------ | ----------- | ----------- |
|             | Paul Christophe    | Ensemble - Agir                      | 15 582       | 33.75        | 22 916      | 53.21       |
|             | Pierrette Cuvelier | RN                                   | 13 032       | 28.23        | 20 154      | 46.79       |
|             | Frédéric Devos     | LR - UDI - LC - LMR                  | 4 931        | 10.68        |             |             |
|             | Philippine Heyman  | NUPES                                | 7 861        | 17.03        |             |             |
|             | Eric Maerten       | REC                                  | 1 809        | 3.92         |             |             |
|             | Frédéric Béague    | PA                                   | 1 349        | 2.92         |             |             |
|             | Guillaume Lévecq   | DLF                                  | 455          | 0.99         |             |             |
|             | Pierre Gonzalez    | Fédération de la gauche républicaine | 527          | 1.14         |             |             |
|             | Sandrine Desrayaud | LO                                   | 623          | 1.35         |             |             |
|             |                    |                                      |              |              |             |             |
| Inscrits    | Inscrits           | Inscrits                             | 99 404       | 100          | 99 421      | 100         |
| Abstentions | Abstentions        | Abstentions                          | 53 235       | 52.53        | 53 339      | 53.65       |
| Votants     | Votants            | Votants                              | 46169        | 46.44        | 49 095      | 49.38       |
| Blancs      | Blancs             | Blancs                               | 890          | 1.88         | 2 133       | 4.63        |
| Nuls        | Nuls               | Nuls                                 | 359          | 0.76         | 880         | 1.91        |
| Exprimés    | Exprimés           | Exprimés                             | 44920        | 97.29        | 46082       | 93.86       |